# Субпрефектура Арікандува
Субпрефектура Арікандува (порт. Subprefeitura de Aricanduva) — одна з 31 субпрефектури міста Сан-Паулу, розташована на південному сході міста. Її повна площа 21,5 км², населення понад 266 тис. мешканців. Складається з 3 округів:
- Арікандува (Aricanduva)
- Віла-Формоза (Vila Formosa)
- Карран (Carrão)